# Rubén Martínez (Fußballspieler, 1977)
Rubén Martínez Caballero (* 4. März 1977 in Paterna) ist ein ehemaliger spanischer Fußballtorwart und nunmehriger -trainer.

## Karriere

### Als Spieler
Martínez begann seine Karriere in der Jugend des FC Barcelona. Nachdem er zuvor noch für die C-Mannschaft gespielt hatte, debütierte er im November 1996 für FC Barcelona B in der Segunda División, als er am zehnten Spieltag der Saison 1996/97 gegen Écija Balompié in der Startelf stand. Zu Saisonende musste er mit Barça B in die Segunda División B absteigen.
1998, nach dem Wiederaufstieg, wechselte er zum Drittligisten Cultural Leonesa. Nach zwei Jahren und 21 Ligapartien bei Leonesa wechselte er zur Saison 2000/01 zum FC Zamora. In jener Saison konnte er sich gegen José Luis Vicente Hernández durchsetzen und absolvierte als Stammtorhüter 33 Partien in der Segunda División B.
Nach einer Saison bei Zamora schloss Martínez sich allerdings dem Novelda CF an. Zur Saison 2003/04 wurde er von Hércules Alicante verpflichtet. 2005 stieg er mit Hércules in die zweithöchste Spielklasse auf. Nach dem Aufstieg wechselte Martínez jedoch zum Drittligisten FC Badalona. Nach über 150 Pflichtspielen für Badalona beendete er nach der Saison 2009/10 seine Karriere.

### Als Trainer
Martínez fungierte nach seinem Karriereende zunächst als Assistent von Óscar García als Torwarttrainer der U-18-Mannschaft des FC Barcelona. Nach der Saison 2011/12 verließ er die Katalanen.
In weiterer Folge wurde Martínez auch Assistent Garcías bei dessen weiteren Vereinen, Maccabi Tel Aviv, Brighton & Hove Albion und FC Watford. Während seiner Zeit bei Watford fungierte Martínez sogar kurzzeitig mit Javier Pereira als Cheftrainer, da sie den erkrankten García vertreten mussten.
In der Winterpause der Saison 2015/16 folgte Martínez erneut García, diesmal wurde er Co-Trainer des österreichischen Bundesligisten FC Red Bull Salzburg.

## Erfolge

### Als Co-Trainer
- Österreichischer Meister (mit FC Red Bull Salzburg): 2016, 2017
- Österreichischer Cupsieger (mit FC Red Bull Salzburg): 2016, 2017